# 朝野和典
朝野 和典（ともの かずのり、Kazunori TOMONO、1955年8月12日 - ）は、日本の医師、医学者。学位は医学博士（長崎大学大学院・1989年）。大阪大学大学院医学系研究科 感染制御学・教授。大阪大学医学部附属病院 感染制御部・部長。大阪健康安全基盤研究所・理事長。大阪府新型コロナウイルス対策本部会議・座長。

## 略歴
- 1974年 - 長崎県立大村高等学校卒業
- 1984年 - 長崎大学医学部卒業
- 1989年 - 長崎大学大学院医学研究科博士課程修了
- 1990年 - 自治医科大学附属病院呼吸器内科医員
- 1991年 - 自治医科大学附属病院呼吸器内科助手
- 1993年 - 長崎大学医学部附属病院（現 長崎大学病院）第二内科助手[7]
- 1999年 - 米国ロチェスター大学留学
- 2002年 - 長崎大学医学部附属病院 治験管理センター助教授
- 2003年 - 大阪大学医学部感染制御部助教授
- 2006年 - 大阪大学大学院医学系研究科感染制御学教授
- 2021年 - 大阪健康安全基盤研究所理事長

ほか

## 所属学会
- 日本内科学会
- 日本感染症学会
- 日本臨床微生物学会

ほか